# 施特拉爾松德市政廳
施特拉爾松德市政廳（德語：Stralsunder Rathaus）是德國城市施特拉爾松德的市政廳。施特拉爾松德市政廳是漢薩同盟城市施特拉爾松德最重要的世俗建築之一。

## 外部連結
- Heinrich Wilhelm Teichgräber: Das Rathaus zu Stralsund. Eduard Pietzsch, Dresden 1839 (Template:ULBDD)